# Uli Fries
Uli Fries (* 1. März 1988) ist ein deutscher Fußballspieler. Der Mittelfeldspieler spielt seit Sommer 2013 für den TSV Buchbach.

## Karriere
In seiner Jugend spielte Fries für den TSV Allach und den TSV 1860 München. 2007 wechselte er zum Bayernligisten SV Heimstetten. 2008 stieg er mit diesem ab. Nach dem Abstieg wechselte er zum Wacker Burghausen. Dort wurde er in der Saison 2008/09 sowohl in der ersten als auch in der zweiten Mannschaft eingesetzt. Von 2010 bis 2013 spielte Fries für den FC Ismaning, mit dem er 2012 in die Regionalliga Bayern aufstieg. In der Saison 2012/13 weigerte er sich von März bis April aufgrund der Suspendierung eines Mitspielers, für den Verein zu spielen. Am Ende der Saison stieg der FC Ismaning ab. Daraufhin wechselte er zum TSV Buchbach.